# Nigel Clough
Nigel Howard Clough (ur. 19 marca 1966 w Sunderland) – angielski piłkarz i trener, reprezentant kraju grający na pozycji pomocnika.

## Kariera klubowa
Nigel Clough urodził się w Sunderland jako syn trenera Briana Clougha. Dołączył do Nottingham Forest jako junior po ukończeniu szkoły w 1982 roku. Stał się podstawowym zawodnikiem od sezonu 1985/86, kiedy to z 15 bramkami w sezonie był najlepszym strzelcem drużyny. W kwietniu 1988 1,5 miliona funtów chciała zapłacić za niego włoska Pisa, ale oferta została odrzucona i Clough pozostał w Forest, który zajął trzecie miejsce w tym sezonie i następnym.
Pozostał wśród najlepszych strzelców Forest przez kolejne pięć sezonów, pomagając im zdobyć Puchar Ligi w sezonach 1988/89 i 1989/90. Byli także półfinalistami Pucharu Anglii w 1987/88 i 1988/89 oraz zagrali w przegranym finale w sezonie 1990/91. Clough był najlepszym strzelcem Forest w sezonie 1992/93 z dziesięcioma golami w nowej Premier League, ale drużyna spadła z ligi, po czym jego ojciec Brian przeszedł na emeryturę po 18 latach jako menedżer.
Clough opuścił Forest, aby kontynuować grę w piłkę nożną Premier League, i przed sezonem 1993/94 został kupiony za 2,25 mln funtów przez Liverpool. Clough strzelił dwa gole w swoim debiucie dla Liverpoolu przeciwko Sheffield Wednesday 14 sierpnia 1993. Do końca sierpnia 1993 roku czterokrotnie trafiał do siatki dla The Reds, ale przed Bożym Narodzeniem walczył o miejsce w pierwszej drużynie po pojawieniu się 18-letniego Robbiego Fowlera u boku Iana Rusha w ataku Liverpoolu. Liverpool przeżywał również kolejny rozczarowujący sezon w lidze, co doprowadziło do rezygnacji Graeme’a Sounessa ze stanowiska menedżera pod koniec stycznia 1994 roku i powołania trenera Roya Evansa na jego następcę.
Cloughowi udało się trafić do siatki jeszcze trzy razy w tym sezonie, a jego ostatnie dwa gole padły 4 stycznia 1994, kiedy strzelił dwa gole przeciwko Manchesterowi United na Anfield. Clough stracił miejsce w składzie i ostatecznie opuścił Anfield w styczniu 1996.
Podpisał kontrakt z walczącym o utrzymanie w Premier League Manchesterem City, który kupił go za 1,5 miliona funtów. Clough grał we wszystkich pozostałych 15 ligowych występach Manchesteru City po przybyciu na Maine Road, strzelając dwa gole, ale to nie wystarczyło do utrzymania w lidze i wkrótce potem stracił miejsce w drużynie z powodu kontuzji.
Wrócił do Nottingham Forest na wypożyczenie w grudniu 1996 roku, kiedy Stuart Pearce został tymczasowym menadżerem. Strzelił raz przeciwko Leicester City.
Po raz kolejny powrócił do Premier League w sezonie 1997/98, kiedy został wypożyczony do Sheffield Wednesday. Jego jedynym meczem ligowym dla klubu z South Yorkshire była porażka 2:5 u siebie z Derby County. Był to również jego ostatni mecz na profesjonalnym poziomie.
| Sezon   | Klub                | Kraj   | Rozgrywki           | Mecze | Bramki |
| ------- | ------------------- | ------ | ------------------- | ----- | ------ |
| 1984/85 | Nottingham Forest   | Anglia | Division One        | 9     | 1      |
| 1985/86 | Nottingham Forest   | Anglia | Division One        | 39    | 15     |
| 1986/87 | Nottingham Forest   | Anglia | Division One        | 42    | 14     |
| 1987/88 | Nottingham Forest   | Anglia | Division One        | 34    | 19     |
| 1988/89 | Nottingham Forest   | Anglia | Division One        | 36    | 14     |
| 1989/90 | Nottingham Forest   | Anglia | Division One        | 38    | 9      |
| 1990/91 | Nottingham Forest   | Anglia | Division One        | 37    | 14     |
| 1991/92 | Nottingham Forest   | Anglia | Division One        | 34    | 5      |
| 1992/93 | Nottingham Forest   | Anglia | Premier League      | 42    | 10     |
| 1993/94 | Liverpool           | Anglia | Premier League      | 27    | 7      |
| 1994/95 | Liverpool           | Anglia | Premier League      | 10    | 0      |
| 1995/96 | Liverpool           | Anglia | Premier League      | 2     | 0      |
| 1995/96 | Manchester City     | Anglia | Premier League      | 15    | 2      |
| 1996/97 | Manchester City     | Anglia | Division One        | 23    | 2      |
| 1996/97 | Nottingham Forest   | Anglia | Premier League      | 13    | 1      |
| 1997/98 | Sheffield Wednesday | Anglia | Premier League      | 1     | 0      |
| 2002/03 | Burton Albion       | Anglia | Conference National | 34    | 1      |
| 2003/04 | Burton Albion       | Anglia | Conference National | 27    | 0      |
| 2004/05 | Burton Albion       | Anglia | Conference National | 25    | 1      |
| 2005/06 | Burton Albion       | Anglia | Conference National | 7     | 0      |

## Kariera reprezentacyjna
Karierę reprezentacyjną Clough rozpoczął 23 maja 1989 w zremisowanym 0:0 spotkaniu z Chile. W 1992 pojechał na Mistrzostwa Europy do Szwecji. Na turnieju pełnił rolę zawodnika rezerwowego.
Clough wystąpił w trzech meczach eliminacji do Mistrzostw Świata 1994. Po raz ostatni w drużynie Synów Albionu zagrał 19 czerwca 1993 w meczu z Niemcami, zakończonym porażką 1:2. Łącznie Nigel Clough w latach 1989–1993 wystąpił w 14 spotkaniach reprezentacji Anglii.
| Mecze i gole w reprezentacji | Mecze i gole w reprezentacji | Mecze i gole w reprezentacji | Mecze i gole w reprezentacji | Mecze i gole w reprezentacji | Mecze i gole w reprezentacji | Mecze i gole w reprezentacji |
| #                            | Data                         | Miasto                       | Przeciwnik                   | Gol                          | Wynik                        | Rozgrywki                    |
| ---------------------------- | ---------------------------- | ---------------------------- | ---------------------------- | ---------------------------- | ---------------------------- | ---------------------------- |
| 1.                           | 23.05.1989                   | Londyn                       | Chile                        |                              | 0:0                          | towarzyski                   |
| 2.                           | 25.05.1991                   | Londyn                       | Argentyna                    |                              | 2:2                          | towarzyski                   |
| 3.                           | 01.06.1991                   | Sydney                       | Australia                    |                              | 1:0                          | towarzyski                   |
| 4.                           | 12.06.1991                   | Kuala Lumpur                 | Malezja                      |                              | 4:2                          | towarzyski                   |
| 5.                           | 19.02.1992                   | Londyn                       | Francja                      |                              | 2:0                          | towarzyski                   |
| 6.                           | 25.03.1992                   | Praga                        | Czechosłowacja               |                              | 2:2                          | towarzyski                   |
| 7.                           | 29.04.1992                   | Moskwa                       | WNP                          |                              | 2:2                          | towarzyski                   |
| 8.                           | 09.09.1992                   | Santander                    | Hiszpania                    |                              | 0:1                          | towarzyski                   |
| 9.                           | 31.03.1993                   | Izmir                        | Turcja                       |                              | 2:0                          | El. MŚ 1994                  |
| 10.                          | 29.05.1993                   | Chorzów                      | Polska                       |                              | 1:1                          | El. MŚ 1994                  |
| 11.                          | 02.06.1993                   | Oslo                         | Norwegia                     |                              | 2:0                          | El. MŚ 1994                  |
| 12.                          | 09.06.1993                   | Foxborough                   | Stany Zjednoczone            |                              | 0:2                          | Puchar USA 1993              |
| 13.                          | 13.06.1993                   | Waszyngton                   | Brazylia                     |                              | 1:1                          | Puchar USA 1993              |
| 14.                          | 19.06.1993                   | Pontiac                      | Niemcy                       |                              | 1:2                          | Puchar USA 1993              |

## Kariera trenerska
Clough od 28 października 1998 pracował jako trener w Burton Albion. Od 2002 do 2006 pełnił rolę grającego trenera, rozgrywając dla Burton 91 spotkań ligowych. Łącznie pracował w drużynie przez ponad 10 lat, prowadząc ją w 709 meczach.
W latach 2009–2013 trenował Derby County. Od 23 października 2013 do 25 maja 2015 prowadził Sheffield United. Od 7 grudnia 2015 ponownie został zatrudniony jako trener Burton Albion. Podczas drugiego podejścia w tej drużynie prowadził ją w 228 meczach ligowych. Od 6 listopada 2020 jest trenerem Mansfield Town.
| Zespół           | Od                   | Do               | Bilans | Bilans | Bilans | Bilans | Bilans |
| Zespół           | Od                   | Do               | M      | Z      | R      | P      |        |
| ---------------- | -------------------- | ---------------- | ------ | ------ | ------ | ------ | ------ |
| Burton Albion    | 28 października 1998 | 8 stycznia 2009  | 709    | 310    | 101    | 298    |        |
| Derby County     | 8 stycznia 2009      | 28 września 2013 | 233    | 78     | 54     | 101    |        |
| Sheffield United | 23 października 2013 | 25 maja 2015     | 104    | 49     | 30     | 25     |        |
| Burton Albion    | 7 grudnia 2015       | 18 maja 2020     | 228    | 78     | 57     | 93     |        |
| Mansfield Town   | 6 listopada 2020     | obecnie          | 131    | 58     | 31     | 42     |        |
| Łącznie          | Łącznie              | Łącznie          | 1405   | 573    | 273    | 559    |        |

## Sukcesy
Nottingham Forest
- Finał Pucharu Anglii (1): 1990/91
- Puchar Ligi (2): 1988/89, 1989/90
- Finał Pucharu Ligi (1): 1991/92

Liverpool
- Finał Pucharu Anglii (1): 1995/96
- Puchar Ligi (2): 1994/95